# Сук Ахрас (покрајина)
Сук Ахрас (арап. ولاية سوق أهراس‎), једна је од 48 покрајина у Народној Демократској Републици Алжир. Покрајина се налази у североисточном делу земље у појасу између планинских венца Атласа и Аураса на граници са Тунисом.
Покрајина Сук Ахрас покрива укупну површину од 4.541 km² и има 440.299 становника (подаци из 2008. године). Највећи град и административни центар покрајине је град Сук Ахрас.